# 張志良
張 志良（チャン・ジリャン、장지량、1924年12月15日 - 2015年2月2日）は、大韓民国の軍人、外交官。創氏改名時の日本名は張本昇男。本貫は興徳張氏。号は石隠（석은）。仏教徒。
長男は毎日経済メディアグループ会長の張大煥。

## 経歴
1924年12月、全羅南道羅州で生まれる。陸軍航空士官学校60期生として在学中に終戦。航士60期の同期生に森繁弘統合幕僚会議議長、矢部廣武陸将など。帰国後は羅州中学校で教諭を務めた。
1947年7月、第1連隊教育隊に入隊。3か月の訓練を終えて、警備士官学校第5期に入学。1948年4月、卒業して第3連隊に配属。第3大隊第10中隊小隊長として赴任し、5・10選挙の治安維持を担当した。選挙後は警備士官学校第7期候補生教育隊長となった。教育隊はソウル、全州、釜山の3箇所にあったが、張は全州の教育隊長であった。後に各連隊から砲兵創設要員が選抜されることになり、張が抜擢され、ソウルに上京。そこで姜文奉と会い、彼の勧めで航空隊に配属されることになった。中尉進級と同時に張徳昌基地司令部隊長副官兼人事行政処長に任命。
1948年12月、金貞烈の飛行隊に異動。飛行部隊は、第1中隊（隊長：金英煥）、第2中隊（隊長：張盛煥）、第3中隊（隊長：金信）の3個中隊で編成され、張志良は第2中隊先任将校として配属された。この頃、金信、張盛煥、申攸浹、金英哉で5人組を結成して兄弟のように過ごした。お互いの家族とよく交流し、飲み会をしたり、祝い事などを一緒にした。
1949年10月1日、陸軍航空隊が空軍として独立すると、作戦局長に任命。
朝鮮戦争ではパイロットや指揮官として多くの戦闘に参加。休戦後の1954年、駐米大使館付武官となり、米韓軍事協力を通じて空軍強化に寄与した。5・16軍事クーデター後、大韓重石鉱業社長となり、会社を赤字から黒字に転換した。1966年、空軍参謀長に就任。
予備役編入後はエチオピア大使となり、ハイレ・セラシエ1世と密接な関係を結んだ。これにより1972年にエチオピアが韓国の国連加入に賛成票を入れることになった。その後、フィリピン、デンマークの大使を歴任し、帰国後は国会議員となった。
2015年2月2日午前9時6分、老衰により死亡。

## 年譜
- 1948年4月 警備士官学校第5期卒業、任少尉（軍番50022番）、第3連隊小隊長。
- 1948年9月 陸軍航空基地部隊飛行部隊副官兼人事行政処長。
- 1948年12月 飛行大隊第2中隊先任将校。
- 1949年10月 空軍本部作戦局長代理。
- 1950年 第1戦闘飛行団付。
- 1951年4月 空軍飛行団作戦処長兼第102基地中隊長。
- 1951年9月 第1戦闘飛行団第10戦隊作戦処長。
- 1953年 第10戦闘飛行団長。
- 1954年6月 駐アメリカ大使館付空軍武官。
- 1956年6月 人事局長
- 1956年9月 作戦局長。
- 1958年8月 第11戦闘飛行団長
- 1961年 大韓重石鉱業社長。
- 1962年9月 空軍本部作戦参謀副長
- 1964年1月 空軍士官学校校長
- 1964年8月 空軍参謀次長
- 1966年8月 空軍参謀総長
- 1968年 予備役編入
- 1968年12月 行政改革調査委員副委員長
- 1969年 駐エチオピア大使
- 1973年 駐フィリピン大使
- 1979年 第10代国会議員（統一主体国民会議、維新政友会）
- 1997年12月 星友会会長（5代）

## 学歴
- 1945年 日本陸軍予科士官学校卒業
- 1948年7月 韓国航空士官学校第5期
- 1949年9月 韓国陸軍参謀学校修了
- 1952年7月 アメリカ空軍大学修了
- 1961年6月 韓国国防研究院修了
- ソウル大学校大学院最高経営者課程修了

## 論争
晩年の2001年と2006年に回顧録2冊を出版したが、その中で早世した金英煥将軍の事績を改編した上、自分のものにしたという論争をもたらした。特に海印寺への爆撃を拒否した事績は回顧録の中で「私が海印寺への爆撃を命令した米軍を説得して、海印寺の大切な遺物（高麗大蔵経）を守ることができた」と書いた内容は、文化財庁が発刊した『受難の文化財、これを守った人物の話』という本の初版でそのまま引用された。これに対し、金英煥の兄である金貞烈の遺族（長女）は2009年に米国から韓国に帰って、「完全に叔父の個人の考えで海印寺への爆撃を拒否した」などと抗議した。これを受け、空軍内部では緊急に設立された歴史資料発掘委員会による真相検証作業が行われた後、張の回顧録に誤記と根拠のない捏造事例があると委員会の報告書に書かれ、文化財庁の本も改訂版で主人公を金英煥に変えた。また、退役将軍の尹応烈も2009年に『張志良将軍回顧録の考察と所見』という論文を書いて、張の回顧録の中の誤謬・虚構事例などを指摘した。なお、海印寺側は2002年に爆撃拒否事件の「八万大蔵経守護功績碑」を設置したが、当初から金英煥だけが顕彰の対象である。